# Let's Be Cops
Let's Be Cops är en amerikansk komedifilm från 2014 i regi av Luke Greenfield och med Jake Johnson och Damon Wayans Jr. i huvudrollerna.

## Handling
När två kompisar klär ut sig till poliser på en maskerad så blir de hyllade i kvarteret. Men när våra hjältar lyckas trassla in sig med riktiga gangstrar och korrupta poliser så är de på god väg att bli av med sina falska polisleg.

## Rollista
- Jake Johnson - Ryan J. O'Malley
- Damon Wayans Jr. - Justin G. Miller
- Rob Riggle - Konstapel Segars
- Nina Dobrev - Josie
- James D'Arcy - Mossi Kasic
- Keegan-Michael Key - Pupa
- Andy García - Kommissarie Brolin
- Jon Lajoie - Todd Connors
- Tom Mardirosian - Georgie
- Natasha Leggero - Annie
- Rebecca Koon - Lydia
- Joshua Ormond - Joey
- Michael Flores - Tatuerad Gangster
- Nelson Bonilla - Pasha
- Jeff Chase - Leka
- Jwaundace Candece - JaQuandae
- Briana Venskus - Precious
- Alec Rayme - Misha
- Ron Caldwell - Ron
- Patricia French - Angie